# Batalha do Rio Imjin
A Batalha do Rio Imjin foi uma batalha ocorrida durante a invasão japonesa da Coreia (1592-1598), resultando na vitória do Japão.